# かみじょうたけしのブレイクしたいねんっ!
『かみじょうたけしのブレイクしたいねんっ!』は、2014年度のナイターオフ期間（2014年10月24日 - 2015年3月20日）にMBSラジオで毎週金曜日の20:00 - 21:00に放送されていた「茶屋町プレミアムナイト」第2部の番組。毎日放送本社（大阪市北区茶屋町）M館ラジオスタジオからの生放送で、松竹芸能所属のピン芸人・かみじょうたけしの冠番組でもある。

## 概要
板東英二の声真似を十八番にしているかみじょうにとっては、テレビ・ラジオを通じて初めての冠番組。「この番組をきっかけに、芸人としてのブレイクを果たしたい」というかみじょうの願望を踏まえて、板東がアメーバブログ内で2013年11月まで運営していた旧公式ブログ名の「ブレイクしたいねんっ!!」を番組タイトルに流用している。番組公式サイトも旧ブログに似たデザインで、タイトルロゴに「かみじょうたけし　オフィシャルパクリサイト」という記述を入れている。
当番組は、かみじょうにとって思い入れの深い野球関連の話題や企画を中心に構成。番組後半の大喜利コーナー「板東さんならきっとこうおっしゃいます!」を除いて、かみじょうが1人で生放送を進行していた。
また、かみじょうと月に1回イベントで共演しているLIKALIFE（ライカライフ、元Voice of Mindのmacoによるソロユニット）が、各コーナーのテーマ曲や番組内のジングル曲を提供。オープニングテーマには高校野球の応援でよく演奏される「ルパン三世のテーマ'78」の吹奏楽バージョン、エンディングテーマにはかみじょうが愛聴する西浦達雄の「はじまりの瞬間…」（在阪他局で放送された第91回・第92回全国高等学校野球選手権大会中継テーマソング）を用いていた。

## 出演者
- かみじょうたけし
- 「かりもり君」（本名：狩森康伸…かみじょうたけしのブレイクしたいねんっ! (@karimori1113) - X（旧Twitter））
  - 当番組のAD[3] で、放送上は「板東さんならきっとこうおっしゃいます!」にのみ、最優秀賞に相当する"ベストブレイク作品"の選定役として出演していた。
  - twitter上の番組公式アカウントでは、「ADかりもりのブレイク飯」という独自のツイートを随時発信。2015年2月27日の当番組では、派生企画として「緊急特別ADかりもりぶち込み企画!かみじょうさんのブレイク飯教えて下さい」を放送した[4]。

## 放送時間
- 毎週金曜日 20:00 - 21:00（2014年10月24日 - 2015年3月20日）
  - 21:00から通年番組の『報道するラジオ』を放送する関係で、他曜日の「茶屋町プレミアムナイト」第2部の番組より放送時間が1時間ほど短かった。
  - 2014年12月31日（水曜日）の20:00 - 23:30には、『MBSラジオ 大晦日バラエティ カウントダウン直前までスペシャル～第2部～』として、『かみじょう大吉のブレイク白書!』（「茶屋町プレミアムナイト」の木曜日第2部『大吉洋平の毎日ヒルズ大吉白書』との合同特別番組）を放送した。

## 主なコーナー
- オープニング
  - 第3回（2014年11月7日放送分）までは、野球大会の選手宣誓にちなんで、かみじょうによる「かみじょう宣誓」から番組を始めていた。第4回（同月14日放送分）から廃止されたが、『かみじょう大吉のブレイク白書!』では、大吉洋平（毎日放送アナウンサー）とのコンビで宣誓が復活した。
  - オープニングトークの途中には、かみじょうと交流のある著名人（主に松竹芸能所属の芸人）から、事前収録（または電話）によるかみじょうへのサプライズメッセージが放送された（後述）。
- 今日はこれがしゃべりたいねんっ! 
  - プロ野球・高校野球・社会人野球の話題や観戦録を中心に、毎回1つのテーマについて、かみじょうがじっくりと語るコーナー。2015年1月30日放送分までは、コーナーの最後に、かみじょうの家族からの「マンスリーリクエスト」[5]に沿って楽曲を1曲流していた。
  - 2015年1月以降の放送では、LIKALIFEなどのゲストを招くこと[6]があった。全国大会への出場経験を持つ3名の元・高校球児[7]を招いた3月13日放送分[8]については、放送中にトークが収まらなかったため、毎日放送のYouTube公式チャンネルで「延長戦」と称する動画が放送後に公開されている[9]。
- 板東さんならきっとこうおっしゃいます!
  - 「偽板東の、偽板東による、偽板東のための大喜利コーナー」という口上で始まるリスナー投稿コーナー。週替わりのお題に基づいてリスナーから寄せられたネタを、かみじょうが板東に似た声色でひと通り紹介した後に、かりもり君の独断で"ベストブレイク作品"（放送上の略称は"BBS"）を決定した。
  - お題の読み上げについては、毎日放送の女性アナウンサー（前田阿希子 → 松川浩子）が事前収録で担当。収録済みの音源は、かみじょうが紹介するネタの前振りや、次回の募集告知で流されていた。また、番組公式サイト内の「大喜利『ベストブレイク作品』」ページでは、過去の"BBS"をまとめて公開している。

### サプライズメッセージ
- 第2回（2014年10月31日放送分）では、放送中に板東が電話で出演[10]。2014年最後のレギュラー放送（12月26日）では、森脇浩司（放送時点でオリックス・バファローズ一軍監督）からのサプライズメッセージが流れた[11]。ちなみに、最終回では、事前収録による板東からのメッセージを放送している。
- 当番組では、サプライズメッセージを寄せた著名人のナレーションによるジングルを制作したうえで、放送中に数種類のジングルを流していた。2014年12月には、（未放送分を含めて）33種類のジングルを収録した番組オリジナルのCDを製作。「MBSラジオ　冬のスペシャルウィーク」と重なった5日・12日放送分で、希望するリスナーに抽選で進呈した。ちなみに、5日放送分で10名限定のプレゼントを告知したところ、応募件数が番組スタッフの予想を上回った。そのため、12日放送分では、プレゼントの当選者数を100名にまで増やしている[11]。
- 2015年2月20日の放送には、LIKALIFEがほぼ全編にわたってゲストで出演。当番組へ提供したジングルのメロディーに過去の「サプライズメッセージ」の音源を組み合わせたロングバージョンのジングルを、初めて放送した[6]。以降の放送では、このジングルを「板東さんならきっとこうおっしゃいます!」の直後（エンディングの直前）に流している。